# FC 미카
FC 미카(아르메니아어: Ֆուտբոլային Ակումբ Միկա, 영어: FC Mika)는 예레반을 연고로 하던 아르메니아의 축구 클럽이다. 이 클럽은 1999년에 설립되었으며 2016년에 해체되었다.

## 성적
- 아르메니아 컵 6회 우승 (2000, 2001, 2003, 2005, 2006, 2011)
- 아르메니아 슈퍼컵 2회 우승 (2005, 2012)

## 같이 보기
- 아르메니아 축구 연맹